# ライヴ・アット・ジャクソンヴィル 1972
『ライヴ・アット・ジャクソンヴィル 1972』（Live at Jacksonville, 1972）は、キング・クリムゾン・コレクターズ・クラブ（KCCC）が1998年に発売したCD。イングランドのロック・バンドであるキング・クリムゾンが1972年2月から4月まで行ったアメリカ・ツアーのライブ・アルバムで、同クラブの通算2作目である。

## 解説

### 本作の内容
1972年2月26日に行なわれたジャクソンヴィル公演を収録。全6曲の内訳は以下のとおり。
- 『クリムゾン・キングの宮殿』（1969年）から1曲
- 『ポセイドンのめざめ』（1970年）から1曲
- 『リザード』（1970年）から1曲
- 『アイランズ』（1971年）から3曲

クリムゾンのレパートリーはメル、ボズ、イアンには馴染まなかった。（中略）3か月間の『アースバウンド・ツアー』で、不適格なレパートリーは徐々に消えて、ジャム演奏に置き換えられていった。クリムゾンのバラードは本来ブルース、ロック、スキャットの傾向を帯びているボズの歌唱にはとりわけ不向きだった。殆んどのヴォーカル曲は1972年には演奏期限を過ぎていたのだろう。全てのクリムゾンでは即興演奏（インプロヴィゼーション）が重要で決定的な役割さえ担っていた。この時期のクリムゾンは即興演奏というよりはジャム演奏を行なっていた。—本作ライナーノーツ"Notes From The Guitar Stool"の抄訳
このツアーでの演奏を編集したライブ・アルバム『アースバウンド』（1972年）同様、カセット・レコーダーで録音した音源が用いられている。『アースバウンド』に収録された「船乗りの話」は本作「セイラーズ・テイル」の抜粋である。

## 収録曲
邦題は日本盤CDに準拠。
| #         | タイトル                                                   | 作詞・作曲                                                          | オリジナル                             | 時間  |
| --------- | ---------------------------------------------------------- | ------------------------------------------------------------------- | -------------------------------------- | ----- |
| 1.        | 「冷たい街の情景 Picture of a City」                       | Robert Fripp, Greg Lake, Ian McDonald, Michael Giles, Pete Sinfield | 『ポセイドンのめざめ』（1970年）       | 9:47  |
| 2.        | 「サーカス Cirkus」                                        | Fripp, Sinfield                                                     | 『リザード』（1970年）                 | 9:08  |
| 3.        | 「レディース・オブ・ザ・ロード Ladies of the Road」        | Fripp, Sinfield                                                     | 『アイランズ』（1971年）               | 6:39  |
| 4.        | 「フォーメンテラ・レディ Formentera Lady」                 | Fripp, Sinfield                                                     | 『アイランズ』                         | 10:21 |
| 5.        | 「セイラーズ・テイル The Sailer's Tale」                   | Fripp（インストゥルメンタル）                                       | 『アイランズ』                         | 14:06 |
| 6.        | 「21世紀のスキッツォイド・マン 21st Century Schizoid Man」 | Fripp, Lake, McDonald, Giles, Sinfield                              | 『クリムゾン・キングの宮殿』（1969年） | 10:25 |
| 合計時間: | 合計時間:                                                  | 合計時間:                                                           | 合計時間:                              | 60:26 |

## ミュージシャン
- ロバート・フリップ　Robert Fripp – ギター、メロトロン
- メル・コリンズ　Mell Collins – サクソフォーン、フルート、メロトロン
- ボズ・バレル　Boz Burrell – ベース、リード・ヴォーカル
- イアン・ウォーレス　Ian Wallace – ドラムス、バッキング・ヴォーカル